# Atlético Nacional
A Club Atlético Nacional SA, az egyik legkedveltebb és legerősebb kolumbiai labdarúgócsapat, melyet Medellín városában alapítottak 1947-ben.
Hazai mérkőzéseiket megosztva az ősi rivális Independiente Medellínnel a Atanasio Girardot-ban játsszák. 17 hazai trófeájával (14-szeres bajnok, 2-szeres kupagyőztes és 1-szeres szuperliga-győztes) a Millonariosszal együtt a legsikeresebb egyesület. Nemzetközi szinten viszont az egyetlen kolumbiai csapat, aki elhódította a Libertadores-kupát. Emellett kétszer abszolválták az Interamericana-kupát és a Merconorte-kupát. A professzionális liga megalakulása óta az elitben tartózkodnak, ez rajtuk kívül, csak a Millonariosnak és az Santa Fének sikerült. Az IFFHS ranglistáján az ötödik legsikeresebb dél-amerikai klub.

## Története
2016. november 28-án a A LaMia Airlines 2933-as járatának katasztrófája után az AF Chapecoense ellen vívandó Copa Sudamericana döntő páros mérkőzése elmaradt, miután a brazil klub összes játékosa - három labdarúgó kivételével - életét vesztette. Az Atlético lemondott a trófeáról, majd a felajánlásukra a Dél-amerikai Labdarúgó-szövetség a Chapecoensének ítélte a trófeát. Ezért a gesztusukért a FIFA 2017 januárjában Fair Play-díjjal jutalmazta a kolumbiai csapatot.

## Sikerlista

### Hazai
- 17-szeres kolumbiai bajnok: 1954, 1973, 1976, 1981, 1991, 1994, 1999, 2005 (Apertura), 2007 (Apertura), 2007 (Finalización), 2011 (Apertura), 2013 (Apertura), 2013 (Finalización), 2014 (Apertura), 2015 (Finalización), 2017 (Apertura), 2022 (Apertura)
- 5-szörös kupagyőztes:  2012, 2013, 2016, 2018, 2021
- 2-szeres szuperliga-győztes:  2012, 2016

### Nemzetközi
- 2-szeres Libertadores-kupa győztes: 1989, 2016
- 2-szeres Interamericana-kupa győztes: 1990, 1995
- 2-szeres Merconorte-kupa győztes: 1998, 2000
- 2-szeres Recopa Sudamericana-kupa győztes: 2017

## Játékoskeret
2022. augusztus 24-től
| #  |     | Poszt | Név               |
| -- | --- | ----- | ----------------- |
| 1  | COL | K     | Aldair Quintana   |
| 23 | COL | K     | Kevin Mier        |
| 25 | COL | K     | Sebastián Guerra  |
| 31 | COL | K     | Luis Marquínez    |
| 4  | COL | V     | Jesús Zabala      |
| 6  | COL | V     | Andrés Román      |
| 33 | COL | V     | Yeicar Perlaza    |
| 18 | ARG | V     | Emanuel Olivera   |
| 20 | COL | V     | Danovis Banguero  |
| 36 | COL | V     | Juan José Arias   |
| 42 | COL | V     | Cristian Devenish |
| 77 | COL | V     | Álvaro Angulo     |
| 5  | COL | KP    | Jhon Duque        |
| 7  | COL | KP    | Jarlan Barrera    |
| 10 | COL | KP    | Andrés Andrade    |

| #  |     | Poszt | Név                                              |
| -- | --- | ----- | ------------------------------------------------ |
| 13 | COL | KP    | Alexander Mejía                                  |
| 15 | COL | KP    | Nelson Palacio                                   |
| 16 | COL | KP    | Daniel Mantilla                                  |
| 19 | COL | KP    | Yerson Candelo                                   |
| 24 | COL | KP    | Agustín Cano                                     |
| 27 | COL | KP    | Sebastián Gómez                                  |
| 28 | COL | KP    | Hayen Palacios                                   |
| 30 | COL | KP    | Jhon Solís                                       |
| 33 | COL | KP    | Kevin Parra                                      |
| 88 | COL | KP    | Dorlan Pabón                                     |
| 9  | COL | CS    | Jefferson Duque ()                               |
| 17 | COL | CS    | Yeison Guzmán                                    |
| 21 | COL | CS    | Tomás Ángel                                      |
| 29 | COL | CS    | Ruyery Blanco (kölcsönben az Unión Magdalenától) |

## Korábbi híres játékosok
| - Juan Pablo Ángel - Jairo Arias - Víctor Aristizábal - Faustino Asprilla - Leonel Álvarez - Miguel Borja - Miguel Calero - Ignacio Calle - Edwin Cardona - Iván Córdoba - Farid Díaz - Andrés Escobar - Andrés Estrada - Luis Fajardo - Alexis García - Hernán Gaviria - Gabriel Gómez - Gildardo Gómez - Alexis Henríquez - Hernán Herrera | - Luis Fernando Herrera - René Higuita - Iván Hurtado - Víctor Ibarbo - Hugo Lóndero - Víctor Marulanda - Francisco Maturana - Stefan Medina - Alexander Mejía - Humberto Mendoza - Aquivaldo Mosquera - Óscar Murillo - David Ospina - Ever Palacios - Edixon Perea - Luis Carlos Perea - José Ricardo Pérez - Juan Fernando Quintero - Carlos Rentería - Carlos Ricaurte | - José Santa - Pedro Sarmiento - Mauricio Serna - Luis Fernando Suárez - John Jairo Tréllez - Julián Estiven Vélez - Eduardo Vilarete - León Villa - Juan Camilo Zúñiga - José Luis Brown - Oscar Calics - Jorge Hugo Fernández - Alejandro Semenewicz - Román Torres - César Cueto - Guillermo La Rosa - Nelson Gutiérrez - Alejandro Guerra - José Manuel Rey - Jorge Rojas |